# Agenor Gołuchowski den äldre

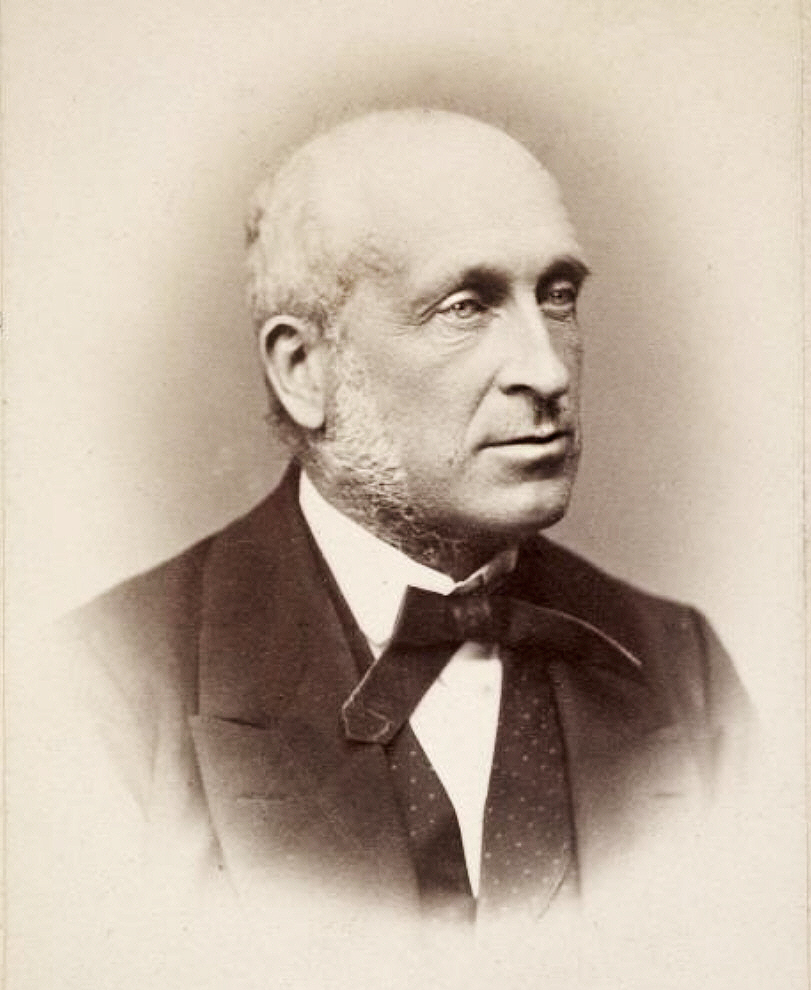
Agenor Gołuchowski den äldre.

Agenor Gołuchowski den äldre, född 8 februari 1812, död 3 augusti 1875, var en österrikisk greve och politiker. Han var far till Agenor Gołuchowski den yngre.
Gołuchowski var ståthållare i Galizien 1849-59, 1866-67 och 1871-75, och blev medlem för livstiden av det österrikiska herrehuset 1861 och av den galiziska lantdagen 1865. Som inrikesminister 1859-60 stod Gołuchowski bakom det så kallade oktoberdiplomet från samma år, vilket avvisade helstatsidén till förmån för en federalistisk organisation. Gołuchowski var en av ledarna för det polska adelspartiet och gynnade polska nationalitetssträvanden.